# 国有提供施設等所在市町村助成交付金
国有提供施設等所在市町村助成交付金(こくゆうていきょうしせつとうしょざいしちょうそんじょせいこうふきん、以下、市町村助成交付金)とは、国有提供施設等所在市町村助成交付金に関する法律（昭和32年法律第104号）により交付する年度の当年3月31日現在で国が所有する固定資産のうちアメリカ軍や自衛隊の基地施設に供する固定資産(土地、家屋、工作物)について交付される交付金である。略称で基地交付金とされる場合もある。

## 概要
1952年の国有財産に関する日本の国内法（昭和27年法律第110号）を勘案して、1957年に「国有提供施設等所在市町村助成交付金等に関する法律（昭和32年法律第104号）」が定められた。各市町村への交付金額などの詳細は、同年に定められた内閣の政令「国有提供施設等所在市町村助成交付金に関する法律施行令（昭和32年政令第321号）」の規定による。
背景として1960年の新日米安保条約の締結などがある。在日米軍については同条約第6条の日米地位協定に基づき、日本政府から政令で定められた防衛上の施設が在する市町村に上記国内法に基づいて交付される。また、上記『基地交付金』に加えて、『調整交付金』と略称される施設等所在市町村調整交付金が在日米軍の設置住所である各市町村へ交付されている。
この他に国が所有する固定資産により交付されるものには、一般的なものは国有資産等所在市町村交付金(以下、市町村交付金)になるが、市町村助成交付金では固定資産の価格によるもののほか、都市町村の財政事情も算定に加味され交付される。交付期限は、市町村交付金では6月30日になっているが、市町村助成交付金では12月31日になっている。

## 交付市町村一覧（令和3年度）
この節の出典。かっこ内は該当自治体の数。
| 地方          | 都道府県名  | 自治体名   | 交付額（千円） |
| ------------- | ----------- | ---------- | -------------- |
| 北海道地方(1) | 北海道(1)   | 千歳市     | 15,186         |
| 東北地方(3)   | 青森県(3)   | 八戸市     | 5,358          |
| 東北地方(3)   | 青森県(3)   | 三沢市     | 763,959        |
| 東北地方(3)   | 青森県(3)   | つがる市   | 20,304         |
| 関東地方(21)  | 埼玉県(3)   | 所沢市     | 9,683          |
| 関東地方(21)  | 埼玉県(3)   | 和光市     | 515            |
| 関東地方(21)  | 埼玉県(3)   | 新座市     | 1,980          |
| 関東地方(21)  | 千葉県(1)   | 木更津市   | 22,017         |
| 関東地方(21)  | 東京都(10)  | 特別区     | 2,251          |
| 関東地方(21)  | 東京都(10)  | 立川市     | 2,082          |
| 関東地方(21)  | 東京都(10)  | 府中市     | 493            |
| 関東地方(21)  | 東京都(10)  | 福生市     | 215,888        |
| 関東地方(21)  | 東京都(10)  | 武蔵村山市 | 34,335         |
| 関東地方(21)  | 東京都(10)  | 多摩市     | 4,470          |
| 関東地方(21)  | 東京都(10)  | 稲城市     | 7,580          |
| 関東地方(21)  | 東京都(10)  | 羽村市     | 57,257         |
| 関東地方(21)  | 東京都(10)  | 瑞穂町     | 25,488         |
| 関東地方(21)  | 東京都(10)  | 小笠原村   | 41,056         |
| 関東地方(21)  | 神奈川県(7) | 横浜市     | 91,030         |
| 関東地方(21)  | 神奈川県(7) | 相模原市   | 112,269        |
| 関東地方(21)  | 神奈川県(7) | 横須賀市   | 225,700        |
| 関東地方(21)  | 神奈川県(7) | 逗子市     | 8,420          |
| 関東地方(21)  | 神奈川県(7) | 大和市     | 16,174         |
| 関東地方(21)  | 神奈川県(7) | 座間市     | 114,160        |
| 関東地方(21)  | 神奈川県(7) | 綾瀬市     | 270,213        |
| 中部地方(1)   | 静岡県(1)   | 御殿場市   | 20,924         |
| 近畿地方(1)   | 京都府(1)   | 京丹後市   | 44,550         |
| 中国地方(4)   | 広島県(3)   | 呉市       | 18,642         |
| 中国地方(4)   | 広島県(3)   | 東広島市   | 47,763         |
| 中国地方(4)   | 広島県(3)   | 江田島市   | 11,023         |
| 中国地方(4)   | 山口県(1)   | 岩国市     | 313,680        |
| 四国地方      | なし        | なし       | なし           |
| 九州地方(2)   | 長崎県(2)   | 佐世保市   | 247,281        |
| 九州地方(2)   | 長崎県(2)   | 西海市     | 21,914         |
| 沖縄地方(19)  | 沖縄県(19)  | 那覇市     | 51,298         |
| 沖縄地方(19)  | 沖縄県(19)  | 宜野湾市   | 477,177        |
| 沖縄地方(19)  | 沖縄県(19)  | 浦添市     | 298,910        |
| 沖縄地方(19)  | 沖縄県(19)  | 名護市     | 177,284        |
| 沖縄地方(19)  | 沖縄県(19)  | 沖縄市     | 898,730        |
| 沖縄地方(19)  | 沖縄県(19)  | うるま市   | 460,819        |
| 沖縄地方(19)  | 沖縄県(19)  | 国頭村     | 40,363         |
| 沖縄地方(19)  | 沖縄県(19)  | 東村       | 44,781         |
| 沖縄地方(19)  | 沖縄県(19)  | 本部町     | 12,368         |
| 沖縄地方(19)  | 沖縄県(19)  | 恩納村     | 18,940         |
| 沖縄地方(19)  | 沖縄県(19)  | 宜野座村   | 45,169         |
| 沖縄地方(19)  | 沖縄県(19)  | 金武町     | 274,253        |
| 沖縄地方(19)  | 沖縄県(19)  | 伊江村     | 24,910         |
| 沖縄地方(19)  | 沖縄県(19)  | 読谷村     | 267,840        |
| 沖縄地方(19)  | 沖縄県(19)  | 嘉手納町   | 725,627        |
| 沖縄地方(19)  | 沖縄県(19)  | 北谷町     | 537,900        |
| 沖縄地方(19)  | 沖縄県(19)  | 北中城村   | 243,065        |
| 沖縄地方(19)  | 沖縄県(19)  | 渡名喜村   | 6,621          |
| 沖縄地方(19)  | 沖縄県(19)  | 久米島町   | 300            |